# PGC 2902
LEDA/PGC 2902 ist eine irreguläre Zwerggalaxie vom Hubble-Typ IBm im Sternbild Walfisch am Südsternhimmel. Sie ist schätzungsweise 14 Millionen Lichtjahre von der Milchstraße entfernt.